# La Femme aux bottes rouges
Pour plus de détails, voir Fiche technique et Distribution.
La Femme aux bottes rouges est un film franco-italo-espagnol réalisé par Juan Luis Buñuel, sorti en 1974.

## Synopsis
Françoise Leroy (Catherine Deneuve) est une jeune romancière, douée depuis l'enfance de clairvoyance et du pouvoir extraordinaire de faire se réaliser ses désirs. Indépendante, elle vit une relation libre avec Richard, un peintre bohème (Jacques Weber). Elle est l'objet de l'attention de Perrot (Fernando Rey), un riche amateur d'art qui est aussi fasciné par la destruction des œuvres. Esthète manipulateur, passionné d'échecs, vivant tout à la fois dans la réalité et dans le rêve, Perrot suscite la rencontre de Françoise et de Marc. Le désir inconscient de Françoise provoquera bientôt la mort accidentelle de Sophie, l'épouse de Marc .
Perrot invite ensuite Françoise à s'installer dans sa maison pour y écrire, puis y convie perfidement Marc et Richard afin que se développe un jeu trouble de séduction sur fond de partie d'échecs…

## Fiche technique
- Titre : La Femme aux bottes rouges
- Réalisation : Juan Luis Buñuel
- Assistant-réalisateur : José María Gutiérrez Santos
- Scénario et dialogues: Pierre-Jean Maintigneux, Jean-Claude Carrière, Clement Biddle Wood, Juan Luis Buñuel, Roberto Bodegas
- Photographie : Leopoldo Villaseñor
- Montage : Geneviève Vaury
- Décors : Adolfo Cofiño
- Son : Jean-Louis Ducarme
- Scripte : Colette Crochot
- Producteur exécutif : Claude Jaeger
- Producteurs associés : Jordan Bojilov, Raymond Vogel
- Pays de production :  France,  Italie,  Espagne
- Langue originale : français
- Format : couleur (Eastmancolor) — 35 mm — 1,85:1 — Son : Dolby Stereo
- Genre : comédie dramatique,  fantastique
- Durée : 95 minutes
- Date de sortie :
  - France : 11 décembre 1974
- Affiche : Michel Landi (France)

## Distribution
- Catherine Deneuve : Françoise
- Fernando Rey : Perrot
- Jacques Weber : Richard
- Adalberto Maria Merli : Marc
- José Sacristán : Cleber, le valet de Perrot
- Emma Cohen : Sophie, la femme de Marc
- Laura Betti : Léonore